# Валіуллін Рустам Абделсаматович
Рустам Валіуллін   (тат. Rөstəm Ğabdelsamat uğlı Wəliullin, біл. Рустам Абдэлсаматавіч Валіулін нар. 24 червня 1976, Ульяновськ, РРФСР, СРСР) — білоруський біатлоніст татарського походження, дворазовий призер чемпіонатів світу з біатлону. Учасник Олімпійських ігор.

## Виступи на Олімпійських іграх
| Рік  | Місце проведення | Інд | Спр | Пр | МС | Ест |
| 2002 | Солт-Лейк-Сіті   | 60  | —   | —  | —  | —   |
| 2006 | Турин            | 46  | 24  | 26 | —  | 11  |
| 2010 | Ванкувер         | 48  | 43  | 42 | —  | 11  |

## Виступи на чемпіонатах світу
| Рік  | Місце проведення | Інд | Спр | Пр | МС | Ест | ЗЕ |
| 2000 | Лахті            | —   | —   | —  | —  | 4   | —  |
| 2003 | Ханти-Мансійськ  | 50  | 16  | 20 | 24 | 3   | —  |
| 2004 | Обергоф          | 7   | 32  | 23 | 23 | 4   | —  |
| 2005 | Гохфільцен       | 18  | 19  | 29 | 26 | 4   | —  |
| 2005 | Ханти-Мансійськ  | —   | —   | —  | —  | —   | 12 |
| 2006 | Поклюка          | —   | —   | —  | —  | —   | 14 |
| 2007 | Антхольц         | 48  | 40  | 36 | —  | 20  | —  |
| 2008 | Естерсунд        | 8   | 45  | 43 | 20 | 8   | 2  |
| 2009 | Пхенчхан         | 27  | 52  | 42 | —  | 19  | 9  |
| 2011 | Ханти-Мансійськ  | 57  | 69  | —  | —  | —   | —  |

## Кар'єра в Кубку світу
- Дебют в кубку світу — 9 березня 2000 року  в індивідуальній гонці в Лахті — 61 місце.
- Перше попадання в залікову зону — 17 березня 2000 року в спринті у Ханти-Мансійську — 18 місце.
- Перший подіум — 16 березня 2002 року в естафеті в Лахті — 3 місце.
- Перша перемога — 12 грудня 2002 року в естафеті в Поклюці — 1 місце.

## Загальний залік в Кубку світу
- 1999-2000 — 57-е місце (8 очок)
- 2000-2001 — 79-е місце (2 очки)
- 2001-2002 — 85-е місце (6 очок)
- 2002-2003 — 37-е місце (127 очок)
- 2003-2004 — 34-е місце (145 очок)
- 2004-2005 — 46-е місце (72 очки)
- 2005-2006 — 32-е місце (161 очко)
- 2006-2007 — 44-е місце (61 очко)
- 2007-2008 — 51-е місце (58 очок)
- 2008-2009 — 30-е місце (279 очок)
- 2009-2010 — 56-е місце (94 очки)

## Статистика стрільби
| № п/п | Сезон     | Загальна         | Індивідуальна гонка | Спринт          | Гонка переслідування | Мас-старт       | Естафета       |
| ----- | --------- | ---------------- | ------------------- | --------------- | -------------------- | --------------- | -------------- |
| 1     | 1999-2000 | 73,0 % (43/63)   | 70,0 % (14/20)      | 90,0 % (9/10)   | 65,0 % (13/20)       | 0,0 % (0/0)     | 76,9 % (10/13) |
| 2     | 2000-2001 | 75,1 % (145/193) | 80,0 % (32/40)      | 72,5 % (58/80)  | 75,0 % (45/60)       | 0,0 % (0/0)     | 76,9 % (10/13) |
| 3     | 2001-2002 | 72,0 % (134/186) | 75,0 % (45/60)      | 71,7 % (43/60)  | 65,0 % (24/40)       | 0,0 % (0/0)     | 79,9 % (20/26) |
| 4     | 2002-2003 | 79,1 % (299/378) | 78,3 % (47/60)      | 82,2 % (74/90)  | 80,0 % (96/120)      | 60,0 % (12/20)  | 79,5 % (70/88) |
| 5     | 2003-2004 | 74,9 % (326/435) | 83,3 % (50/60)      | 72,0 % (72/100) | 78,9 % (142/180)     | 70,0 % (28/40)  | 61,8 % (34/55) |
| 6     | 2004-2005 | 75,8 % (292/385) | 80,0 % (48/60)      | 69,0 % (69/100) | 80,0 % (112/140)     | 70,0 % (14/20)  | 75,4 % (49/65) |
| 7     | 2005-2006 | 77,1 % (307/398) | 75,0 % (45/60)      | 77,8 % (70/90)  | 83,6 % (117/140)     | 75,0 % (60/80)  | 53,6 % (15/28) |
| 8     | 2006-2007 | 76,7 % (267/348) | 81,3 % (65/80)      | 73,0 % (73/100) | 83,0 % (83/100)      | 0,0 % (0/0)     | 67,6 % (46/68) |
| 9     | 2007-2008 | 73,1 % (242/331) | 68,3 % (41/60)      | 70,0 % (63/90)  | 74,0 % (74/100)      | 80,0 % (16/20)  | 78,7 % (48/61) |
| 10    | 2008-2009 | 75,4 % (304/403) | 77,5 % (62/80)      | 75,0 % (75/100) | 78,8 % (63/80)       | 72,5 % (58/80)  | 73,0 % (46/63) |
| 11    | 2009-2010 | 74,7 % (219/293) | 73,3 % (44/60)      | 72,2 % (65/90)  | 80,0 % (64/80)       | 0,0nbsp;% (0/0) | 73,0 % (46/63) |
| 12    | 2010-2011 | 82,4 % (159/193) | 81,3 % (65/80)      | 76,7 % (46/60)  | 95,0 % (38/40)       | 0,0 % (0/0)     | 76,9 % (10/13) |